# Piaggio P.136
O Piaggio P.136 é um avião anfíbio bimotor italiano projetado e fabricado pela empresa de aeronaves Piaggio Aero. É equipado com um casco todo em metal, hélices invertidas, asas tipo gaivota e trem de pouso retrátil.

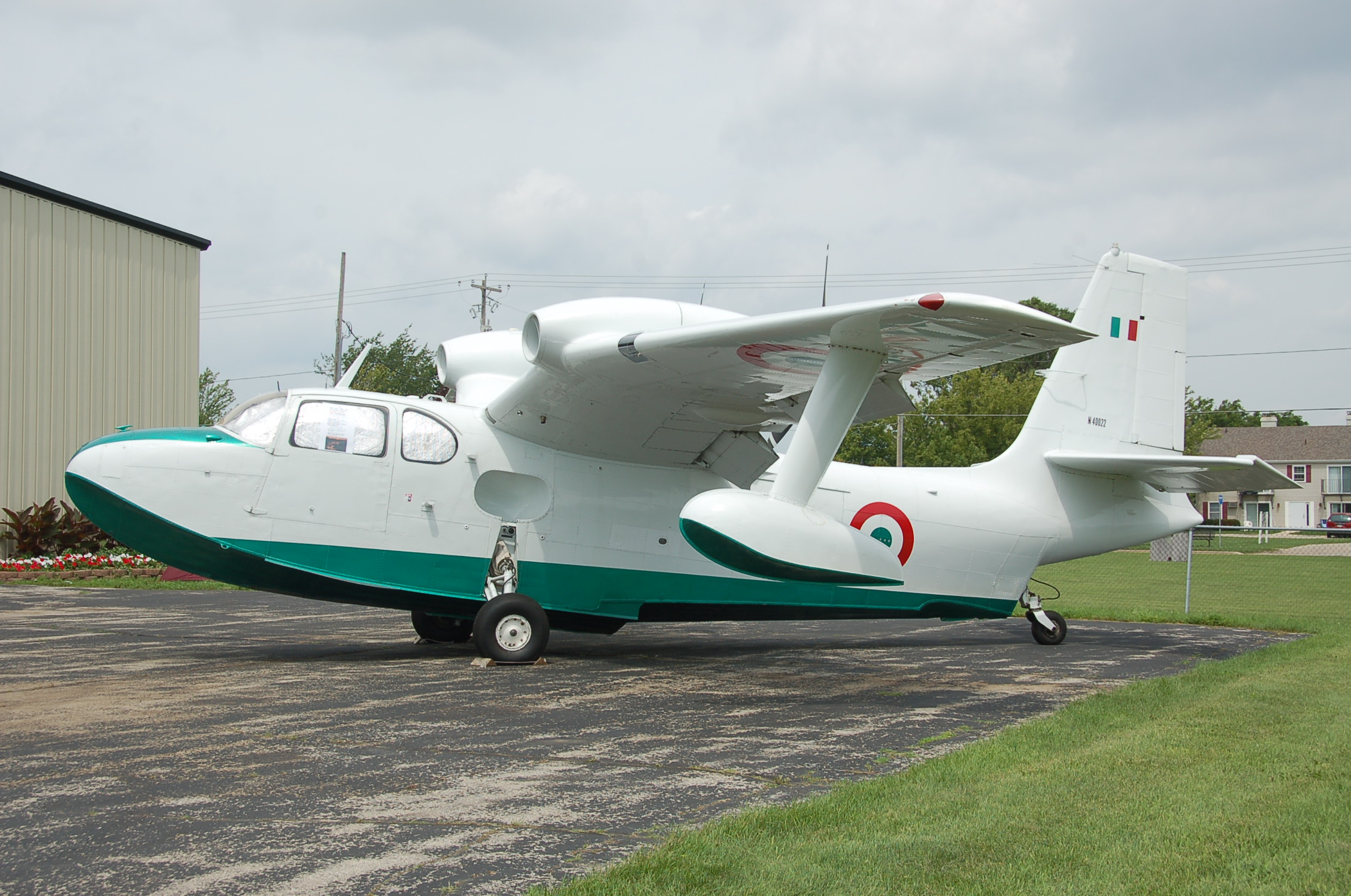
Piaggio P.136

No final de 1948, o protótipo P.136 realizou seu voo inaugural; cerca de seis meses depois, concluiu os testes de certificação, liberando a entrada em serviço. A aeronave foi comercializada nos Estados Unidos como Royal Gull pelo distribuidor americano Kearney and Trecker. Durante o final da década de 1950, um avião utilitário terrestre, o Piaggio P.166, foi desenvolvido a partir do P.136 e compartilha muitas semelhanças de design, apesar de não utilizar casco anfíbio em favor de uma fuselagem convencional.

## Desenvolvimento
Na segunda metade da década de 1940, logo após o final da Segunda Guerra Mundial, o fabricante italiano de aeronaves Piaggio Aero, empenhado em se reeguer como empresa e sua base de clientes no pós-guerra, embarcou no desenvolvimento de um novo design de aeronave anfíbia. Essa não seria uma escolha simples, pois muitas empresas de aviação da época haviam falhado em suas ambições de desenvolver esse tipo de aeronaves. O projeto apresentado por Piaggio era de uma aeronave relativamente grande, ainda sendo capaz de operar tanto em águas relativamente turbulentas quanto em faixas de grama compactas. Além disso, grandes porções da aeronave, como suas hélices de velocidade constante de três pás, foram projetadas internamente pela empresa.

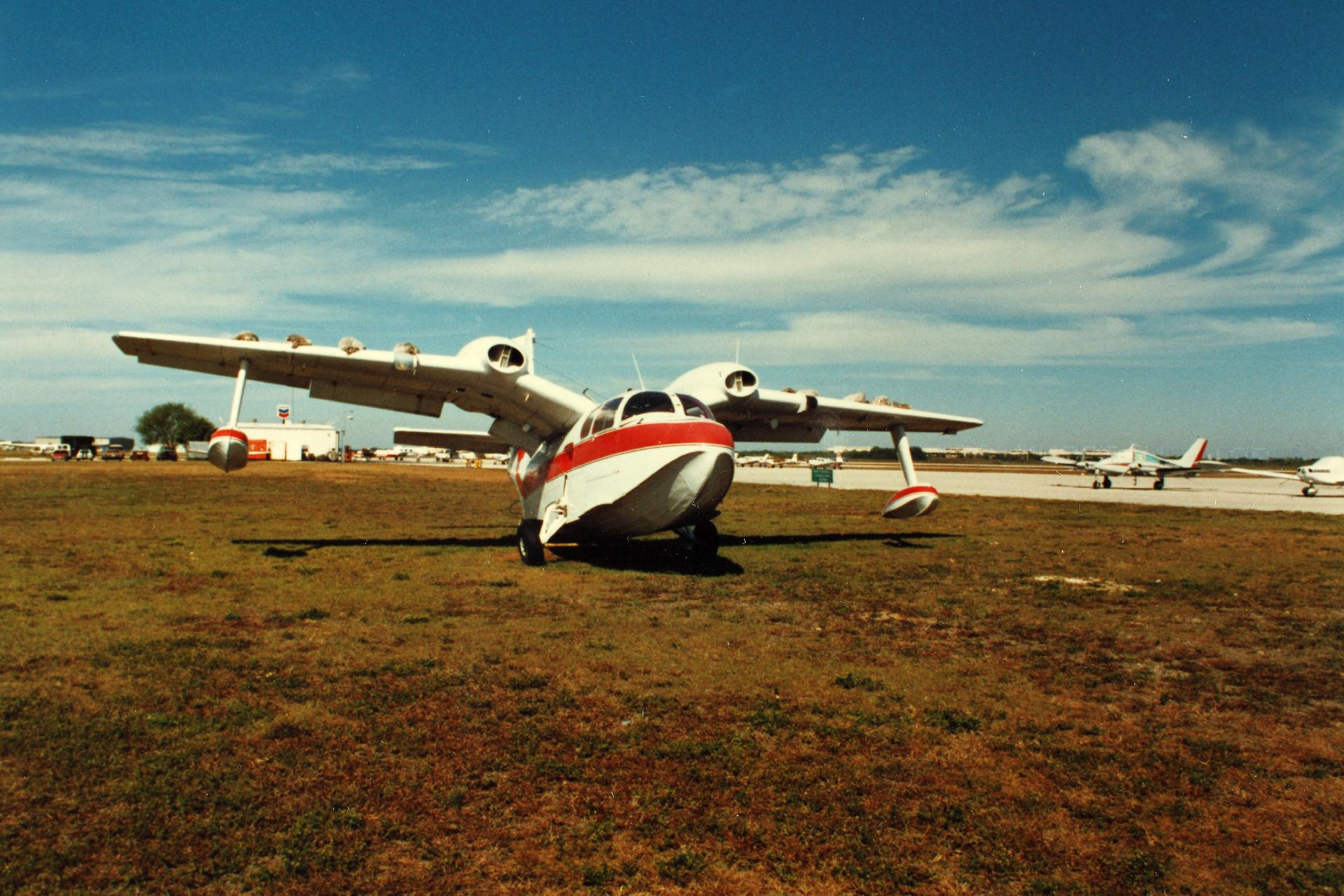
Piaggio P.136

Durante 1954, Francis K Trecker, presidente da Kearney & Trecker Corporation, ficou impressionado ao realizar um vôo a bordo de um P.136 e se ofereceu para levar o tipo ao mercado norte-americano.  Uma nova empresa, inicialmente conhecida como Royal Aircraft Corporation, foi formada para distribuir a aeronave no Canadá, nos Estados Unidos e no México. Trecker garantiu o direito de fabricar aeronaves completas, mas efetivamente apenas importou P.136s parcialmente fabricados da Itália e os montou com componentes e sistemas adicionais de origem americana. Cerca de 75 modificações de engenharia foram feitas na estrutura da aeronave para melhor atender aos requisitos norte-americanos.

## Design
O Piaggio P.136 era um anfíbio do tipo hélices invertidas, bimotor, capaz de transportar no máximo cinco pessoas com bagagem ou um par de macas e um atendente médico. Embora a configuração e os sistemas gerais permanecessem praticamente os mesmos nos diferentes modelos, havia algumas personalizações presentes na cabine para atender ao cliente e à finalidade pretendida; enquanto as aeronaves militares costumavam ser equipadas com instrumentos alternativos e aparelhos de rádio, além de painéis transparentes adicionais em locais como as portas para maior visibilidade externa, os P.136s civis seriam equipados com assentos mais confortáveis e painéis adicionais para abafamento de ruídos e retenção de calor. O combustível da aeronave é armazenado em dois grandes tanques de metal alojados dentro da fuselagem.
A configuração de hélices invertidas (empurranto a aeronave) do P.136 confere várias vantagens, sendo uma delas que as hélices e os motores são mantidos bem afastados de pulverização e das portas da cabine. O resfriamento dos motores é obtido através de grandes entradas de ar localizadas acima das bordas da asa, após a passagem dos motores, esse ar aquecido é canalizado nas hélices para mantê-las livres de gelo, fazendo com que seja desnecessário qualquer sistema de degelo especial. Relatou-se que as operações revelaram que mesmo o táxi prolongado em climas tropicais não levou a nenhum caso de superaquecimento. Outro benefício do posicionamento à ré dos motores é que o ruído da cabine é consideravelmente menor, proporcionando um ambiente mais silencioso para passageiros e pilotos. Os motores normalmente utilizavam hélices de passo fixo, embora as hélices de passo variável estivessem disponíveis como uma opção para maior desempenho.
Inicialmente fabricado com os motores  Franklin B9F de 215 HP, estes foram logo substituídos pelos mais potentes Lycoming 260 HP, um motor horizontal de 6 cilindros, refrigerado a ar.

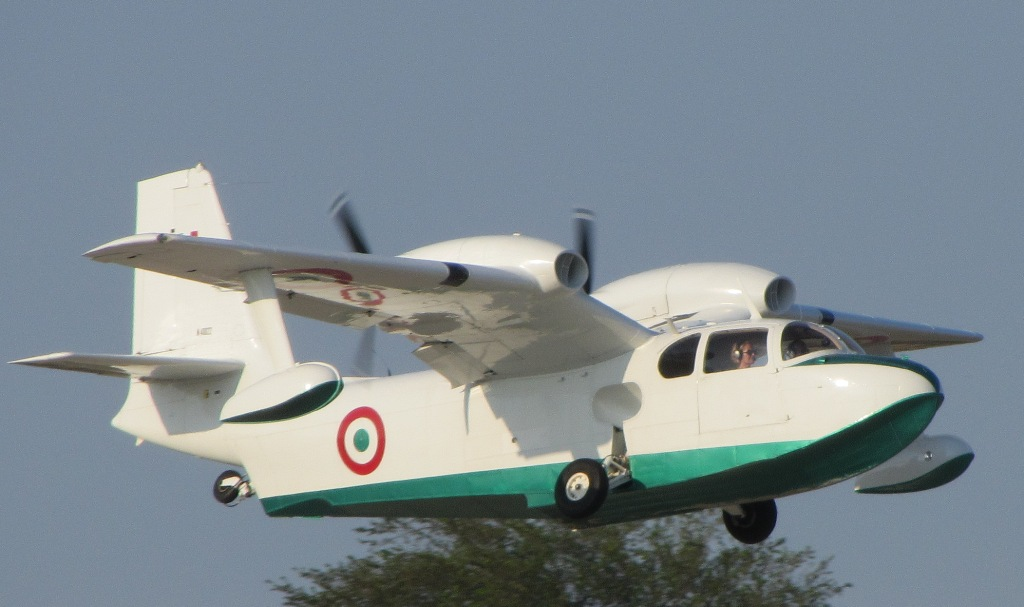
P.136 Decolando

Quatro pontos de fixação permitiam que a aeronave fosse içada em um navio com um guindaste.

## Histórico operacional

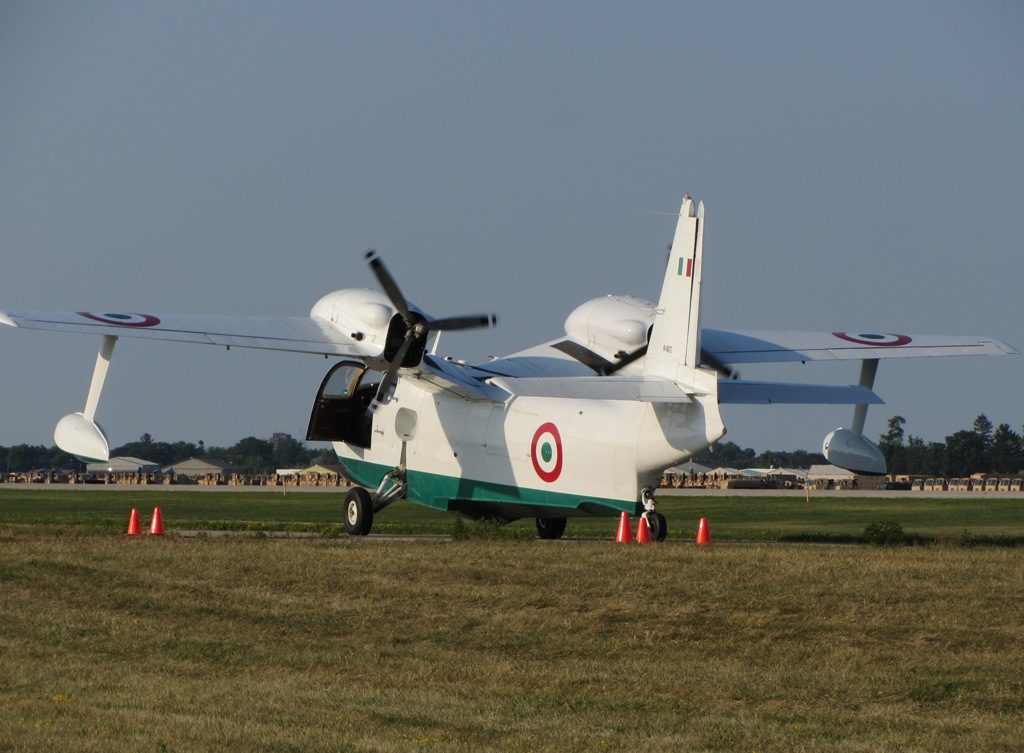
P.136 operado pela Força Aérea Italiana

A primeira encomenda do Piaggio 136 veio da Força Aérea Italiana, que possuía cerca de vinte unidades, designada P-136F, usada para busca e salvamento marítimos e também como aeronave de ligação e treinamento entre 1949 e 1961.
O Piaggio 136 também foi comercializado e fabricado sob licença na América do Norte pela empresa americana Kearney & Trecker. A versão civil americana, apelidada de Royal Gull, foi vendida em cerca de 30 unidades nos Estados Unidos e no Canadá. A versão mais popular foi a P-136 L2 motorizada com Lycoming GSO-480 de 340 HP.
O amante mais famoso do Piaggio 136 foi sem dúvida o rico Aristóteles Sokratis Onassis, que possuía três unidades usadas em particular para servir seu lendário iate Christina O.
Embora apenas cerca de 70 unidades desta aeronave tenham sido produzidas, o Piaggio 136 é um símbolo do renascimento do estilo e da indústria italianos do pós-guerra.

## Especificações
Características gerais
- Capacidade: 5
- Comprimento: 10.80 m (35 ft 5.25 in)
- Envergadura: 13.53 m (44 ft 4.75 in)
- Altura: 3.83 m (12 ft 6.75 in)
- Superfície alar: 25.10 m2 (270.18 ft2)
- Peso vazio: 2110 kg (4652 lb)
- Peso máximo: 2995 kg (6603 lb)
- Motorização: 2 × Avco Lycoming GSO-480 flat-six piston, 254 kW (340 hp) cada

Desempenho
- Velocidade máxima: 335 km/h (208 mph)
- Alcance: 1450 km (900 miles)
- Teto operacional: 7800 m (25590 ft)